# Thaumasura brevicaudata
Thaumasura brevicaudata är en stekelart som först beskrevs av John Obadiah Westwood 1874.  Thaumasura brevicaudata ingår i släktet Thaumasura och familjen puppglanssteklar. Inga underarter finns listade i Catalogue of Life.